# Новокалмаково
Новокалмаковое — деревня в Щучанском районе Курганской области. Входит в состав Варгановского сельсовета.

## География
Деревня расположена на берегу озера Калмаково-Камышское, в 20 километрах к юго-востоку от районного центра, города Щучье. Ближайшим населённым пунктом является село Варгановское.

## История
До 1917 года входила в состав Каменной волости Челябинского уезда Оренбургской губернии. По данным на 1926 год состояла из 157 хозяйств. В административном отношении входила в состав Калмаково-Камышского сельсовета Щучанского района Челябинского округа Уральской области.

## Население
| 1989 | 2002 | 2010 |
| ---- | ---- | ---- |
| 159  | ↘121 | ↘75  |

По данным переписи 1926 года в деревне проживало 765 человек (346 мужчин и 419 женщин), в том числе: русские составляли 100 % населения.